# Štefica Krištof-Markan
Štefica Krištof-Markan (ur. 16 sierpnia 1936 w Zagrzebiu, zm. 29 kwietnia 2019 tamże) – chorwacka kręglarka i nauczycielka.

## Życiorys
Oprócz kręgli trenowała również koszykówkę. Pracowała jako nauczyciel wychowania fizycznego. Była zawodniczką klubu KK Tekstilac Zagreb. Reprezentowała Jugosławię i Chorwację na arenie międzynarodowej, w latach 1974–1998 notując 150 występów w kadrze. 
Trzynastokrotnie wzięła udział w mistrzostwach świata. W sumie zdobyła na nich 14 medali: dwukrotnie indywidualne wicemistrzostwo (1980 i 1982), w duecie z Biserką Perman dwukrotnie mistrzostwo (1980 i 1984) i raz brązowy medal (1992), drużynowo czterokrotnie mistrzostwo (1982, 1988, 1990, 1992), trzykrotnie wicemistrzostwo i dwukrotnie brązowy medal. Była rekordzistką świata w zbijaniu pionów (indywidualnie, w parze z Perman i drużynowo).
W 1976 i 1980 roku została wybrana najlepszą sportsmenką w Chorwacji, a w 1980 roku także w Jugosławii.